# Anywayanyday.com
Anywayanyday (до 2008 года Avantix) — российское туристическое онлайн-агентство. Входит в  ГК «Аэроклуб». Один из старейших в России интернет-ресурсов, предлагающих туристические услуги в онлайн-формате.

## История
Сервис Anywayanyday создан в 2008 году, частично на базе ресурсов закрывшегося интернет-портала по продаже авиабилетов Avantix.

### 2001—2007 гг.
Сервис Avantix был создан в марте 2001 года (иногда называется 2002 год) и выпущен на рынок компанией «Тревел Сити», принадлежащей бизнесмену Кириллу Подольскому. Он также являлся одним из акционеров Avantix.
Первые несколько лет Avantix позиционировал себя как интернет-бюро путешествий. Он специализировался на продаже жителям России и других стран авиа- и железнодорожных билетов на различные направления, брони номеров в отелях и аренде автомобилей.
Уникальность сервиса Avantix заключалась в его системе бронирования, которая была построена по принципу pricedriven availability display — показа наличия мест, отранжированных по стоимости, включая скидки от перевозчиков и туристических агентств.

### 2008—2009 гг.
Осенью 2008 года было объявлено, что с 1 ноября Avantix прекратит работу из-за финансовых трудностей. 
В декабре 2008 года стало известно, что сервис был выкуплен кипрской компанией Zellen Bussiness Inc, принадлежавшей Valars Management Ltd., также связанной с Кириллом Подольским. В рамках сделки новому владельцу перешли все права на бренд и доменное имя avantix.ru. 
К моменту продажи аудитория сайта Avantix составляла более 150 тысяч пользователей в месяц, его штат насчитывал около 200 человек. Avantix называли первой и крупнейшей в России системой онлайн-бронирования авиабилетов.
Параллельно Кирилл Подольский развивал новый туристический проект — Anywayanyday (иногда сокращается до AWAD). На старте штат проекта составлял всего 15 человек. 
Если в Avantix покупатели только бронировали билеты на сайте, затем оформляя их у операторов компании, то концепция Anywayanyday позволяла посетителям сайта полностью самостоятельно оформить электронные авиабилеты. 
Сначала в Anywayanyday можно было приобрести только билеты на самолёт. Первый электронный билет был продан сервисом в августе 2008 года. 
В июне 2009 года к списку услуг сервиса добавилось бронирование отелей. 
По итогам 2009 года Anywayanyday вышел на самоокупаемость.

### 2010—2017 гг.
По данным самого сервиса, в начале 2010 года ежемесячно Anywayanyday продавал 6,5 тыс. билетов. Ежедневная выручка от продажи билетов составляла около 100 тыс. долларов США. 
Уже тогда интерес к сервису начали проявлять новые потенциальные инвесторы — фонды Baring Vostok, DST, Kite Ventures и Frontier Ventures.
В итоге в июле 2010 года часть бизнеса у Кирилла Подольского выкупил инвестиционный фонд Tiger Global Management, У бизнесмена осталось 60%, фонд выкупил 40% компании.
В апреле 2011 года Anywayanyday запустил собственную бонусную программу. 
В 2012 году российский Forbes включил Anywayanyday в рейтинг «30 российских интернет-компаний». По размеру выручки за 2011 год сервис занял 4-е место в России (189 млн долларов США). Количество сотрудников Anywayanyday тогда достигло уже 100 человек.
В декабре 2012 года было выпущено первое мобильное приложение Anywayanyday. На платформе Android, с функцией голосового ввода данных.
К апрелю 2013 года сервис продал 2 млн билетов (начиная с конца 2008 года).
В ноябре 2013 года Android-приложение Anywayanyday было признано в Google Play одним лучших по итогам года.
В 2013 году Anywayanyday вошёл в тройку лидеров российского рынка по абсолютным объёмам прямого трафика среди сайтов по продаже авиабилетов (по версии Data Insight).
В апреле 2014 года Anywayanyday выпустил первое приложение для iOS (для iPad).
В сентябре 2014 года сервис запустил Localway.ru — универсальный путеводитель по России (сейчас не действует).
В 2014 году Anywayanyday вошёл в рейтинг крупнейших онлайн-магазинов в России, составленный журналом «Секрет фирмы». Сервис занял 11-е место с показателем среднемесячного оборота в 1,6 млрд рублей. 
В феврале 2015 года компания Anywayanyday вступила в Российскую ассоциацию электронных коммуникаций (РАЭК).
3 марта 2015 года новым главой Anywayanyday стал Евгений Шухлин.
В ноябре 2015 года Anywayanyday получил аккредитацию Транспортной клиринговой палаты (сейчас — ТКП).
В декабре 2016 года сервис предложил новую услугу — покупку железнодорожных билетов.  
В 2016 году Anywayanyday вошёл в топ-10 самых посещаемых онлайн-агентств путешествий в России (по версии Data Insight).

### 2018—2024 гг.
1 августа 2018 года был подписан договор об операционном управлении между АО «Аэроклуб» и Anywayanyday. ГК «Аэроклуб» также стала ответственной за управление блоком ИТ-разработки. Причиной изменений были названы необходимость улучшения финансовых результатов сервиса и получения большей прибыли от проекта его акционерами. Сумма сделки не раскрывалась, но известно, что сам сервис на тот момент оценивал себя в 3 млн долларов США.

## Деятельность
По данным самого сервиса Anywayanyday, сейчас с помощью него можно забронировать и выкупить авиабилеты, железнодорожные билеты и номера в отелях. Отдельным направлением работы сервиса является организация деловых поездок. Сервис работает в России и за рубежом. 
Помимо прямых продаж, реализует партнерские продажи через турагентства, отели и авиакассы. 
Также через партнеров осуществляет страхование пассажиров (включая страхование багажа, перелета, здоровья пассажира и так называемое страхование самостоятельных пересадок). 
В качестве дополнительных услуг сервис позволяет заказать трансфер или проход в бизнес-зал. 
У сервиса есть собственная бонусная программа. Баллы начисляются за покупку авиабилетов и бронирование отелей. Ими можно расплачиваться также на сайте за аналогичные услуги по курсу 1 к 1 (1 балл = 1 рубль).
Согласно официальному сайту Anywayanyday, на апрель 2025 года сервис сотрудничает с 800 авиакомпаний и 330 тыс. отелей.

## Награды и премии
2009 — победитель конкурса «Золотой сайт» от РАЭК в номинации «Сервисы и электронный бизнес».
В 2010 и 2011 году стал победителем премии Russian Business Travel & MICE Award в номинации «Лучшая интернет-система бронирования для бизнес-путешественников».
Два раза становился победителем премии «Рейтинг Рунета»: по итогам 2011 года — в номинации «Сервисы», по итогам 2013 года — в номинации «Туризм и отдых».
2014 — победитель конкурса «Золотой сайт» от РАЭК в номинации «Туризм и отдых»,
2015 — лауреат премии Apps Awards в номинации «Лучшее решение в сегменте B2C», премии Digital Communications AWARDS — 2015 (за мобильное приложение) и премии «Права потребителей и качество обслуживания».
2016 — победитель премии National Geographic Traveler в номинации «Лучший интернет-сервис».